# Росовский, Алексей Андреевич
Алексей Андреевич Росо́вский (6 апреля 1923, Степановка, Харьковская губерния — 6 июля 2009, Самара) — один из руководителей советской власти, председатель исполкома города Куйбышева в 1964—1982 годах, футболист.

## Биография

### Ранние годы
После окончания средней школы поступил в техникум химического машиностроения. В 1941 году Росовский переехал в город Куйбышев и начал трудиться на заводе «Прогресс», где проработал до 1956 года, пройдя карьерный путь от конструктора технологического отдела до секретаря парторганизации завода.

### Карьера футболиста
В марте 1942 года начал играть за заводскую команду «Авиационного завода № 1 имени Сталина». В 1942—1943 годах Алексей Росовский защищал ворота куйбышевских «Крыльев Советов», в год основания клуба. С 1944 по 1947 продолжал играть за заводскую футбольную команду «Маяк».

### Партийная карьера
С 1956 года работал в структурах КПСС, в 1960 году окончил Высшую партийную школу. В 1964—1982 годах Росовский занимал должность председателя исполкома Куйбышевского городского Совета народных депутатов. За время его работы на высоком посту в городе было введено в эксплуатацию 9360 тыс. м² общей жилой площади, то есть удвоена жилая площадь города по отношению к 1965 году. Были также построены мост «Южный» через реку Самару, речной пассажирский вокзал и гостиница «Россия», ЦУМ «Самара» и ряд других значимых объектов.
В дальнейшем Росовский работал главным специалистом Департамента транспорта и связи администрации города Самары.

## Награды и звания
- Награждён четырьмя орденами Трудового Красного Знамени, двумя орденами «Знак Почёта», шестью медалями.
- Почётный гражданин Самары (1993).

## Память

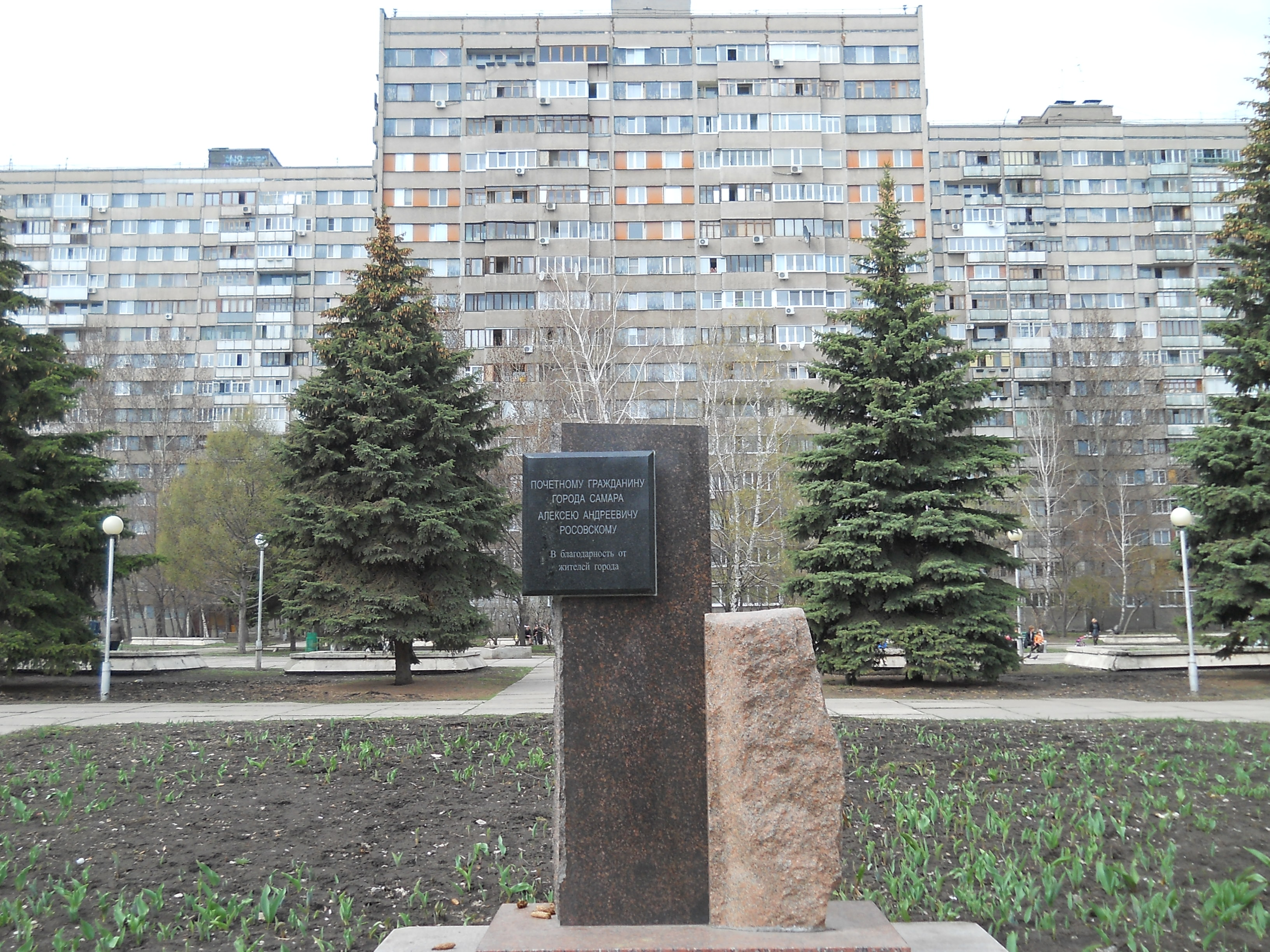
Памятная стела на ул. Стара-Загора

Мемориальная доска в Самаре на доме, где жил А. А. Росовский

- В 2010 году с целью увековечения памяти почётного гражданина Самары именем Алексея Росовского названа площадь, до этого не имевшая названия, в пешеходной зоне улицы Стара-Загора и в центре этой площади установлена памятная стела[2].
- На доме по улице Вилоновской, где с 1961 года жил Росовский, установлена мемориальная доска[3].
- В 2013 году имя Росовского присвоено Самарскому метрополитену[4].